# Севендекли
 Тази статия е за селото в Северна Македония.  За селото в Гърция вижте Севендекли (дем Кукуш).  
Севендекли (на македонска литературна норма: Севендекли) е село в община Дойран на Северна Македония.

## География
Селото е разположено в планината Боска, северозападно от Дойран.

## История
През XIX век селото е чисто турско. В „Етнография на вилаетите Адрианопол, Монастир и Салоника“, издадена в Константинопол в 1878 година и отразяваща статистиката на населението от 1873 година, Севендикли е посочено като село с 63 домакинства, като жителите му са 150 мюсюлмани. Според статистиката на Васил Кънчов („Македония. Етнография и статистика“) от 1900 година Сюндекли е населявано от 465 жители, всички турци.
Според преброяването от 2002 година селото има 3 жители турци.
| Националност     | Всичко |
| северномакедонци | 0      |
| албанци          | 0      |
| турци            | 3      |
| роми             | 0      |
| власи            | 0      |
| сърби            | 0      |
| бошняци          | 0      |
| други            | 0      |